# أرنولد ديك
أرنولد ديك هو كاتب وشاعر كندي، ولد في 19 يناير 1889 في دنيبرو في أوكرانيا، وتوفي في 10 يوليو 1970 في Darlaten ‏ في ألمانيا.